# أوسلو (فلم)
أوسلو (بالإنجليزية: Oslo) فيلم دراما، وإثارة، وتاريخ تلفزيوني أمريكي، للمخرج بارتليت شير، وكتبه جي تي روجرز، بناءً على مسرحية روجرز التي تحمل نفس العنوان. التمثيل للنجوم أندرو سكوت، وروث ويلسون، وجيف ويلبوش. الفيلم يروي الأحداث الحقيقية، والسرية سابقًا، لمفاوضات القنوات الخلفية في تطوير اتفاقية أوسلو للسلام، في التسعينيات، المحورية بين إسرائيل ومنظمة التحرير الفلسطينية. صدر الفيلم في 29 مايو 2021، على منصة اتش بي اوه HBO.

## طاقم التمثيل
روث ويلسون: في دور مونا جول (دبلوماسية في وزارة الخارجية النرويجية)
أندرو سكوت: في دور تيري رود لارسن (زوج مونا ومدير مؤسسة فافو)
إيتسيك كوهين: في دور يوسي بيلين (نائب وزير خارجية إسرائيل)
سليم ضو: في دور أحمد قريع (وزير المالية في منظمة التحرير الفلسطينية)
ساسون غباي: في دور شيمون بيريز (وزير خارجية إسرائيل)
دوف غليكمان: في دور يائير هيرشفيلد (أستاذ الاقتصاد في جامعة حيفا)
روتم كينان: في دور رون بونداك (زميل هيرشفيلد)
إيغال ناؤور: في دور جويل سينجر (المستشار القانوني لوزارة الخارجية الإسرائيلية)
جيف ويلبوش: في دور أوري سافير (المدير العام لوزارة الخارجية الإسرائيلية)
وليد زعيتر: في دور حسن عصفور (مساعد قريع ومنسق العلاقات مع منظمة التحرير الفلسطينية)
توبياس زيلياكوس: في دور جان إيجلاند (وزير الدولة النرويجي)
كاريل دوبري: في دور يوهان يورغن هولست (وزير الخارجية النرويجي)
روستيسلاف نوفاك جونيور: في دور حارس الأمن النرويجي
جيرالدين ألكسندر ويواكيم بول أسبوك: دور الزوجة والزوج توريل (مدبرة منزل وطباخة)
فين غراندال: في دور حارس أرضي ومساعد مطبخ

## أحداث الفيلم
تبدأ الأحداث ومونا جول (روث ويلسون) الدبلوماسية في وزارة الخارجية النرويجية تشهد صدامات عام 1992 بين الجنود الاسرائيليين، وشباب فلسطينيين، حيث تتطاير الطلقات، وترمى الحجارة، ويسقط الضحايا. تتوجه مونا إلى رئيسها لعرض فكرة زوجها تيري رود لارسن (أندرو سكوت) مدير مؤسسة فافو للخبراء. كان أندرو قد التقى بنائب وزير خارجية إسرائيل، يوسي بيلين (إيتسيك كوهين)، ويعرف منه أن المباحثات في لندن بين الفلسطينيين والإسرائيليين غير ناجحة. يعرض تيري على بيلين إقامة مباحثات بين أعضاء من الجانبين، غير رسميين، وسرية يتم فيها عرض الأفكار، والخروج بنتائج. تلتقي مونا بوزير المالية في منظمة التحرير الفلسطينية، أحمد قريع (سليم ضو) في لندن وتعرض عليه مباحثات شخصية سرية، وتجمعه بأستاذ إسرائيلي للاقتصاد بجامعة حيفا يائير هيرشفيلد (دوف غليكمان). تدعو مونا وتيري، في اليوم التالي، وزير الدولة النرويجي جان إيجلاند (توبياس زيلياكوس) لتحصل على موافقته لعمل اجتماع شخصي، وخاص بين قريع، وهيرشفيلد في أوسلو، وتحصل على موافقته.
يتم الاجتماع في قصر نرويجي قديم بعيد عن الأعين، ويحضر حسن عصفور (وليد زعيتر) مساعداً لقريع، ورون بونداك (روتم كينان) مساعداً لهيرشفيلد، وتخرج المناقشات بضرورة ترقية المفاوضات من أشخاص إسرائيليين إلى مسؤولين إسرائليين كبار. ينجح تيري في هذه الترقية بعد الاتصال بوزير الخارجية النرويجي يوهان يورغن هولست (كاريل دوبري). سرعان ما يحضر المدير العام لوزارة الخارجية الإسرائيلية أوري سافير (جيف ويلبوش).
تبدأ مناقشات، وتتعثر مرات، وتعود مرات ومرات، حتى انها تصل للتشابك بالأيدي. يشتكي هولست من تسرب أخبار هذه الاجتماعات، وتنجح مونا في تمرير هذا الاعتراض. يحمل سافير نتائج المفاوضات التي تلاقي اعتراض الخارجية الاسرائلية. يسافر المزيد من المسئولين الإسرائيليين إلى اوسلو للتفاوض، ويعودوا إلى وزير الخارجية الإسرائيلي شيمون بيريز (ساسون غباي) للحصول على الدعم، ويوافق بيريز على استمرار مباحثات اوسلو، التي تشهد التعثر تلو الآخر، وتتدخل مونا للتوفيق بين الطرفين. تذهب مونا وتيري لمقابلة بيريز الذي يظهر مسودة اجتماعات أوسلو ويطلب منهم الاتصال برئيس منظمة التحرير ياسر عرفات بتونس. تدور المباحثات عبر الهاتف بين الجانبين بمساعدة تيري ومونا إلى ان يتفق الطرفان على إعلان المبادئ حول ترتيبات الحكم الذاتي الانتقالي، وهو اتفاق سلام وقعته إسرائيل ومنظمة التحرير الفلسطينية. تحمل المشاهد الأخيرة لقاء رابين وعرفات وكلينتون، ثم مصرع رابين وفي 4 نوفمبر 1995.

## الإنتاج
أعلن في أبريل 2017، أن مسرحية أوسلو ستعرض على الشاشة على يد المنتج مارك بلات، وسيتم تكييفها للشاشة بقلم الكاتب المسرحي جي تي روجرز وإخراج بارتليت شير، مدير إنتاج برودواي. ورد في نوفمبر 2020، أن فيلم أوسلو بدأت الإنتاج في براغ، واسندت البطولة إلى أندرو سكوت، وروث ويلسون. تم بث الفيلم في 29 مايو 2021 على قناة اتش بي اوه.

## استقبال الفيلم
منح موقع الطماطم الفاسدة الفيلم تقييماً مقداره 80% بناءاً على آراء 15 ناقداً سينمائياً، ومنح موقع ميتاكريتيك الفيلم تقييماً مقداره 54% بناءاً على آراء 6 نقاد.
كتب موقع الناقد روجر إيبرت: «توقيت» أوسلو«أقل من مثالي، فالأحداث الجارية ما هي عليه الآن. الإطار أيضًا ضيّق الأفق وساذجًا. الفكرة هي: إذا كان بإمكاننا جميعًا أن نتواصل مع بعضنا البعض كأشخاص، فربما يمكننا إيجاد حلول لمشاكلنا»، ومنح الفيلم نجمة ونصف من أصل 4 نجوم.
كتب جون دويل من جلوب اند ميل: «تجسد روث ويلسون، على وجه الخصوص، الحزن الذي يعتصر القلب».
كتب بيتر ديبروج من مجلة فارايتي: «إن مسرحية روجرز عبارة عن قطعة كتابية ذكية وناضجة، لكنها تنتقل بطريقة خرقاء إلى حد ما إلى الشاشة الصغيرة، ويرجع ذلك جزئيًا إلى أن صانعيها لا يظهرون نفس الثقة تمامًا في ذكاء جمهورهم».
كتبت ليلي سميث على موقع هوليوود جوسيب: «يقر فيلم» أوسلو«في نهاية المطاف بأن الصراع الإسرائيلي الفلسطيني ليس سوى حل، ويظهر لماذا حتى هذه الخطوة المحدودة الأولى نحو التسوية كانت صعبة للغاية... إذا كنا في حالة مزاجية تجعلها مسلية في الوقت الحالي لا تزال محل نزاع».

## روابط خارجية
- أوسلو على موقع IMDb (الإنجليزية)
- أوسلو على موقع ميتاكريتيك (الإنجليزية)
- أوسلو على موقع روتن توميتوز (الإنجليزية)
- أوسلو على موقع ألو سيني (الفرنسية)
- أوسلو على موقع قاعدة بيانات الفيلم (الإنجليزية)
- أوسلو على موقع ليتربوكسد (الإنجليزية)
- أوسلو على موقع كينوبويسك (الروسية)

https://www.imdb.com/title/tt11790674/ أوسلو (فيلم)
https://www.hbo.com/movies/oslo أوسلو (فيلم)
https://www.rottentomatoes.com/m/oslo_2021 أوسلو (فيلم)
https://www.metacritic.com/movie/oslo أوسلو (فيلم)
https://www.rogerebert.com/reviews/oslo-movie-review-2021 أوسلو (فيلم)